# Phoradendron piperoides
Phoradendron piperoides là một loài thực vật có hoa trong họ Santalaceae. Loài này được (Kunth) Trel. miêu tả khoa học đầu tiên năm 1916.